# Hearts and Flowers (album)
Hearts and Flowers è il dodicesimo album in studio della cantautrice britannica Joan Armatrading, pubblicato nel 1990.

## Tracce
Side 1
1. More than One Kind of Love – 5:32
2. Hearts and Flowers – 3:40
3. Promise Land – 4:00
4. Someone's in the Background – 3:55
5. Can't Let Go – 4:36

Side 2
1. Free – 3:20
2. Something In the Air Tonight – 4:32
3. Always – 1:56
4. Good Times – 4:23
5. The Power of Dreams – 3:08